# Portrait de Giulia da Varano
Le Portrait de Giulia da Varano est une peinture à l'huile sur toile réalisée par Titien et son atelier, datant de 1545-1547 et conservée à la Galerie Palatine du palais Pitti de Florence.

## Histoire et description
Le portrait de Giulia da Varano a été commandé à l'artiste par le mari de la duchesse, Guidobaldo II della Rovere, duc d'Urbino. Titien avait déjà travaillé pour lui et sa famille, créant quelques chefs-d'œuvre tels que la Vénus d'Urbino et les portraits de ses parents, Francesco Maria della Rovere et Eleonora Gonzaga della Rovere.
L'œuvre a été réalisée dans l'atelier  vénitien de l'artiste, qui n'avait jamais vu le sujet. Un croquis de la femme fut envoyé d'Urbino : les portraits féminins du milieu du XVIe siècle étaient en train de devenir de plus en plus idéalisés. Malgré cela, Pierre l'Arétin a loué l'œuvre pour la façon dont elle exprimait également les qualités morales de la femme : il faisait probablement référence aux symboles dispersés plutôt qu'à une composante psychologique, qui ici est largement laissée de côté.
Titien a utilisé le dessin du portrait d'Eleonora Gonzaga della Rovere, actualisant le style de la robe, la physionomie de la femme et simplifiant le fond, ici sombre avec une petite fenêtre dans laquelle on aperçoit un coucher de soleil.
La duchesse est assise et vêtue d'une somptueuse robe en velours rouge, avec manches amovibles, empiècements en soie et broderies dorées. De nombreux bijoux font allusion à la pureté de la dame, mariée très jeune, comme les perles qui pendent à ses oreilles. La robe qui couvre les épaules, sans décolleté, était synonyme de pudeur et de moralité.
Une chaîne en or pend autour du cou avec un grand pendentif portant un rubis, un saphir et une émeraude, ainsi qu'une grosse perle en forme de larme : c'est un type de bijou qui faisait également allusion aux qualités d'une mariée, présentes dans les portraits de femmes de la Renaissance, comme dans la Maddalena Doni de Raphaël. Une autre chaîne dorée fait office de ceinture et divers anneaux décorent les mains de la duchesse.
Dans sa main droite, elle tient un bouquet de roses : c'est une référence à la féminité et à la sensualité de la mariée, également présentes dans d'autres œuvres du Titien comme la Flore et la Vénus d'Urbin.